# Rennes-le-Château
Rennes-le-Château (ou Rènnas del Castel em língua occitana) é uma comuna francesa, situada em Languedoc, no sul da França. Esta pequena aldeia é conhecida internacionalmente e recebe dezenas de milhares de visitantes por ano, por estar no centro de várias teorias da conspiração.
Segundo as lendas, no século XIX, o padre local Bérenger Saunière teria descoberto, durante a reforma da igreja, pistas que levariam a um tesouro enterrado na região. A natureza precisa desse tesouro – ou mesmo sua existência – é contestável. Após a morte do padre, em 1917, sua empregada Marie Denarnaud herda sua fortuna, incluindo sua moradia (Vila Bethânia), que é vendida a Noel Corbu em troca de uma pensão anual vitalícia.
Marie morreu em 1953 e Noel Corbu transformou a Vila Bethânia em um hotel e restaurante, o Hotel de la Tour. Para aumentar os lucros e atrair o máximo possível de turistas, Noel embelezou a lenda do enriquecimento do padre com a ajuda do jornalista André Salomon, que escreveu três artigos publicados no jornal La Dépêche du Midi, em 12, 13 e 14 de janeiro de 1956 .Para mais informações, ver também o artigo sobre Bérenger Saunière. 

## História local
Cercada por cadeias de montanhas – as Cévennes a nordeste, e os Pirenéus ao sul, a área é conhecida por suas belas paisagens, com rios em cânions profundos e platôs rochosos de calcário, com grandes cavernas.
Como muitos vilarejos europeus, Rennes-le-Château tem umas história complexa. É um local de acampamento de civilizações pré-históricas, e mais tarde se tornou uma colônia romana, sendo parte da província de Narbonensis Gallia. Ela era extremamente rica, devido a suas minas de ouro.
Durante os séculos VI e VII, Rennes-le-Château foi parte de Septimânia. Após a queda de Roma, a região fez parte do reino dos visigodos, até sua derrota pelos francos, no reinado de Clóvis I. 
A região de Rennes também foi palco da Cruzada Albigense, um conflito armado ocorrido em 1209 e 1244, por iniciativa do papa Inocêncio III com o apoio da dinastia capetiana (reis da França na época), com o fim de reduzir pela força o catarismo, um movimento religioso qualificado como heresia pela Igreja Católica e assentado desde o século XII nos territórios feudais de Languedoque.
Já durante o século XIX, Rennes era considerada como o centro do município de Razès.

## A igreja
A igreja da vila é consagrada a Maria Madalena desde 1059 e possui uma história muito complexa. Embora não haja evidências, lendas locais fazem referência a existência de uma igreja e um culto a santa muito anterior ao século VIII. Porém, o que se pode provar, é que a atual igreja foi construída sobre ruínas mais recentes, datadas do século X ou XI.
De qualquer forma, a igreja sobreviveu em mal estado de conservação até o século XIX, quando o novo pároco, padre François-Bérenger Saunière, iniciou sua reforma, que incluiu obras no presbitério e cemitério, há um custou de 11.605 francos ao longo de um período de dez anos (entre 1887 e 1897), conforme os recibos e livros contábeis ainda existentes.
Ele começou por efetuar apenas as reformas essenciais e, durante estes primeiros trabalhos entre os anos de 1886 e 1887, Saunière tentou remover o altar-mor da igreja, peça composta por uma pedra horizontal que descansava sobre dois pilares, um bruto e o outro esculpido.
Diz-se que após a remoção da pedra, Saunière constatou que o pilar era oco e ocultava quatro pergaminhos guardados em tubos de madeira selados. Outra versão desta história diz que os pergaminhos estavam numa espécie de garrafa dentro de um balaústre de madeira e não no pilar do altar. Diz-se também que no outro pilar, o que não estava esculpido, ele encontrou alguns ossos, provavelmente relíquias de santos, talvez de Maria Madalena, a que a igreja foi consagrada. Ao que parece a versão do balaústre de madeira é a mais correta, porque este ainda existe e possui uma cavidade oculta, que pode ser aberta deslizando uma tampa. Além disso, há dois testemunhos registrados corroborando essa história. Eles provêm de uma idosa da aldeia, Mme. Léontine Marre, e o segundo do neto mais velho do sineiro (contemporâneo do padre). O segundo testemunho é mais extenso e detalhado, enquanto que o primeiro poderá não ser tão exato. Ambos os testemunhos seguem transcritos abaixo:
Testemunho Léontine Marre (texto original):
'
"Le carillonneur de Rennes, un vieil homme très dévôt, s'agenouillait toujours devant l'autel pour y dire une prière avant d'aller sonner l'Angélus du soir. Ce jour lá, les ouvriers avaient démoli l'autel et étaient partis en laissant tout un amas de déblais provenant de leurs travaux. Machinalement, tout en marmottant sa prière, le carilloneur dégagea un vieux morceau de bois, semblable à un bout de chevron, qui émergeait du tas de déblais. Lorsqu'il le tira à lui, le morceau de bois s'ouvrit en deux. En fait il s'agissait d'une sorte de boîte toute vermoulue d'où s'échappèrent de petits ossements et un bout de papier roulé. Il s'empressa de porter sa trouvaille à monsieur le curé qui, l'ayant éxaminé, lui dit: ce n'est rien, ce sont des reliques."
(tradução):
"O sineiro de Rennes, um velho homem muito devoto, ajoelhava-se sempre em frente ao altar para rezar uma oração antes de ir tocar o Angelus da noite. Naquele dia, os operários tinham demolido o altar e tinham-se ido embora deixando [na igreja] um montão de entulho proveniente dos seus trabalhos. Maquinalmente, enquanto murmurava uma reza, o sineiro pegou num velho pedaço de madeira, parecido com a ponta de um barrote, que emergia do monte de entulho. Quando o puxou para si, o pedaço de madeira abriu-se em dois. Com efeito, tratava-se de uma espécie de caixa toda carcomida da qual saíram pequenas ossadas e um bocado de papel enrolado. Ele apressou-se a levar o seu achado ao senhor padre que o tendo examinado lhe disse: não é nada, são relíquias."
Testemunho do neto do sineiro (texto original):
"Un soir, alors qu'il descendait l'escalier du clocher, mon grand-père aperçut un reflet brillant provenant du chapiteau d'un vieux balustre que les maçons avaient mis dans un recoin car il devait les gêner dans leurs travaux. Intrigué il s'en approcha et découvrit que le reflet provenait d'une fiole coincée au fond d'une profonde entaille du chapiteau. Le vieux balustre avait dû être déplacé sans trop de ménagement et le morceau de bois qui devait normalement s'imbriquer dans l'entaille s'en était détaché en partie, laissant apparaître la fiole. Mon grand-père la dégagea et constata qu'il y avait à l'intérieur un bout de parchemin roulé. Il porta le tout à monsieur le curé et il n'en entendit plus jamais parler. Il disait que c'était grâce à ça que le curé avait trouvé un trésor."
(tradução):
"Uma noite, quando descia as escadas do campanário, o meu avô notou num reflexo brilhante proveniente do capitel de um velho balaústre que os pedreiros tinham colocado a um canto porque deveria incomodá-los nos seus trabalhos. Intrigado, ele aproximara-se e descobrira que o reflexo provinha de uma garrafa escondida no fundo de uma profunda fenda do capitel. O velho balaústre deveria ter sido deslocado com pouco cuidado e o pedaço de madeira que deveria normalmente encaixar-se na fenda estava parcialmente para fora, deixando aparecer a garrafa. O meu avô retirou-a e constatou que ela tinha no seu interior um rolo de pergaminho. Ele levou tudo ao senhor padre e nunca mais ouviu falar [do assunto]. Ele dizia que fora graças a isso o que o padre tinha encontrado um tesouro."
Diz-se que foi nesta altura que o padre descobriu uma cavidade tumular, que segundo os relatos tradicionais se encontrava frente ao altar, coberta por uma laje de pedra, um baixo relevo de dois cavaleiros, datados provavelmente do século XII ou XIII.Segundo a tradição oral da aldeia, Saunière recorreu à ajuda de dois trabalhadores para mover a laje, que provavelmente cobria uma câmara funerária que continha esqueletos. Ao perceber isso, ele mandou os trabalhadores embora, exigindo não ser perturbado e proibindo a entrada de quem quer que fosse na igreja. Nesse dia ele teria trabalhado noite a dentro no interior da igreja. Dentro da cavidade, Saunière encontrou algumas joias e ossadas. Diz-se que também terá achado um pote cheio de moedas de ouro. Este relato é hoje aceito como verídico porque, além de confirmado por vários aldeões contemporâneos dos acontecimentos, existem ainda diversas moedas e joias antigas que estiveram na posse de amigos e familiares do padre Saunière que diziam tê-las recebido da sua mãos. Pouco tempo depois a descoberta aos seus superiores imediatos, ao seu amigo Henri Boudet e ao padre Gélis, da freguesia vizinha de Coustaussa.
Também nessa reforma, o padre incluiu no pórtico de entrada uma inscrição em latim, "TERRIBILIS EST LOCUS ISTE" ("Este lugar é terrível").  Segundo adeptos da teoria da conspiração, essa frase teria ligação direta com os pergaminhos e com a tumba, recém descoberta na igreja. Porém, se tomarmos em consideração a outra inscrição que também foi gravada no pórtico, "HIC DOMUS DEI EST ET PORTA COELI" ("esta é a casa de Deus e a porta do céu"), podemos confirmar que se trata de uma citação do Livro do Gênesis, capítulo 28, versículo 17. Trata-se do conhecido sonho de Jacob, quando dormia encostado a uma pedra em Betel: 
"Jacob saiu de Bersabé e tomou o caminho de Harran. Chegou a determinado sítio e resolveu ali passar a noite, porque o sol já se tinha posto. Serviu-se de uma das pedras do lugar como travesseiro e deitou-se. Teve um sonho: viu uma escada apoiada na terra, cuja extremidade tocava o céu; e ao longo desta escada subiam e desciam anjos de Deus (...). Despertando do sono, Jacob exclamou: 'O Senhor está realmente neste lugar e eu não o sabia!' Atemorizado, acrescentou: 'Que terrível é este lugar! Aqui é a casa de Deus, aqui é a porta do céu.' 

## Escavações
O  interesse na igreja de Saunière gerado pelas histórias inspirou duas escavações realizadas na igreja de santa Maria Madalena . A primeira foi organizada pelo Dr. André Malacan, em Maio de 1956, que, depois de escavar o subsolo da igreja a uma profundidade de cerca de um metro, descobriu alguns ossos que incluíam um crânio contendo uma incisão. Porém, eles não conseguiram descobrir qualquer coisa de real interesse. Dr. Malacan morreu em 1997 e o crânio está atualmente em posse de sua família. Entre os anos de 1959 e 1963, Jacques Cholet, um engenheiro de Paris, também realizou várias escavações na igreja e também não conseguiu descobrir qualquer coisa relevante.
Em novembro de 1956, Monsieur Cotte, membro da Société des arts et des sciences de Carcassonne, iniciou uma investigação sobre o assunto, que se estendeu até Março de 1957. O historiador local, René Descadeillas, comentou: "Eles não encontraram nenhuma evidência de qualquer lugar para apoiar a afirmação de que , ao longo dos séculos , qualquer indivíduo , família, grupo ou clã poderia ter acumulado um precioso tesouro de Rennes e depois escondeu na localidade ou seus arredores . Além disso, as atividades do Abbé Saunière foram, sem dúvida eloquente do tipo de estratagemas que ele estava acostumado a usar , a fim de enriquecer a si mesmo".